# 野庭町
野庭町（のばちょう）は、神奈川県横浜市港南区の町名。丁番を持たない単独町名である。住居表示未実施。

## 地理
面積2,097m²。面積・人口とも港南区最大である。南北に長く、北は環状2号を挟み上永谷、南は栄区小菅ケ谷・小山台、東は日野・日野南、西は丸山台・上永谷町に接する。北部は地下鉄上永谷駅に近く、地下鉄の上永谷車両基地や港南図書館などがある。横浜横須賀道路が通過するが、町内にインターチェンジは設けられていない。中部は横浜市住宅供給公社や市営の団地が立ち並び、上永谷駅・上大岡駅・港南台駅・洋光台駅などのバスの便がある。

### 字
永作、清水町、坂口、三田町、第六天、入之町、宮之久保、深田町、伊勢山、打越町、政所、前田町、表ノ町、西ノ町、十里木、三谷町

### 地価
住宅地の地価は、2025年（令和7年）1月1日の公示地価によれば、野庭町字永作81番39の地点で20万4000円/m²となっている。

## 歴史

### 沿革
古くは相模国鎌倉郡上野庭村および下野庭村で、鎌倉時代から戦国時代まで野庭団地一帯には鎌倉幕府初代侍所別当の和田義盛が築城した野庭関城が存在し、鎌倉や玉縄城の出城として機能していた。町内の政所と言う地名は執権北条家統治下では北条時宗室の覚山尼が開いた鎌倉東慶寺の寺領だった事に由来する。
戦国時代には安藤良整、石巻康保等の北条家重臣が野庭関城城代を務めた。
上・下野庭村は1889年（明治22年）4月1日に永谷村および平戸村飛地と合併、永野村大字上野庭・下野庭となる。1936年（昭和11年）10月1日に横浜市に編入、中区の一部となり、大字上野庭・下野庭の地域を合わせて野庭町となる。1943年（昭和18年）12月1日に分区により南区に編入、1969年（昭和44年）10月1日に港南区に編入された。

## 世帯数と人口
2025年（令和7年）6月30日現在（横浜市発表）の世帯数と人口は以下の通りである。
| 町丁   | 世帯数     | 人口     |
| ------ | ---------- | -------- |
| 野庭町 | 10,036世帯 | 19,332人 |

### 人口の変遷
国勢調査による人口の推移。
| 年                 | 人口   |
| ------------------ | ------ |
| 1995年（平成7年）  | 26,178 |
| 2000年（平成12年） | 24,441 |
| 2005年（平成17年） | 23,734 |
| 2010年（平成22年） | 23,570 |
| 2015年（平成27年） | 22,353 |
| 2020年（令和2年）  | 20,998 |

### 世帯数の変遷
国勢調査による世帯数の推移。
| 年                 | 世帯数 |
| ------------------ | ------ |
| 1995年（平成7年）  | 8,739  |
| 2000年（平成12年） | 8,838  |
| 2005年（平成17年） | 9,144  |
| 2010年（平成22年） | 9,673  |
| 2015年（平成27年） | 9,605  |
| 2020年（令和2年）  | 9,661  |

## 学区
市立小・中学校に通う場合、学区は以下の通りとなる（2024年11月時点）。
| 番地 | 小学校                     | 中学校               |
| --- | -------------------------- | -------------------- |
| 1551番地 | 横浜市立日限山小学校       | 横浜市立日限山中学校 |
| 1548〜1550番地、1552〜1814番地、1816〜1869番地 1996〜2012番地、2019〜2050番地、2052〜2057番地 2082番地〜2316番地の2、2316番地の4〜2429番地 2440〜2442番地、2443番地の2〜2445番地の2 2445番地の7〜2446番地の6、2446番地の13〜2452番地の5 2452番地の18〜2453番地の4、2453番地の7〜20・56〜60 2453番地の63〜終り、2454番地の2〜10・21・39〜46 2454番地の50〜2460番地、2461番地の4〜2466番地の5 2466番地の7・9・21〜2494番地、2499〜2501番地 2503〜2549番地、2592〜2616番地、2646番地以降 | 横浜市立日野南小学校       | 横浜市立日野南中学校 |
| 649〜652番地、990〜995番地 | 横浜市立日野小学校         | 横浜市立日野南中学校 |
| 270〜294番地、322〜334番地、713番地 714番地の1〜2・8〜9 | 横浜市立丸山台小学校       | 横浜市立丸山台中学校 |
| 613番地、615番地、619〜637番地の1、637番地の4〜648番地 653〜674番地、855番地の2・6、860番地の1・7・12〜15 862〜864番地、866番地の7〜12、903〜905番地 908〜909番地、921番地、 935〜936番地、960番地、962番地 1023番地、1075番地、1079番地、1081〜1101番地 | 横浜市立野庭すずかけ小学校 | 横浜市立丸山台中学校 |
| 32番地の17、33〜35番地、79〜105番地、108番地〜217番地の3 217番地の14〜269番地、295〜321番地、335〜336番地 344番地、363〜612番地、614番地、616〜618番地 637番地の2〜3、675〜712番地、714番地の3〜7 714番地の10〜717番地、752〜780番地、783〜790番地 832番地〜855番地の1、855番地の3〜5、855番地の7〜859番地 860番地の2〜6・8〜11・17〜25、861番地、937〜953番地 1263〜1265番地、1321〜1344番地、1494〜1496番地 1526〜1547番地                                                          | 横浜市立下野庭小学校       | 横浜市立丸山台中学校 |
| 21番地〜32番地の1、32番地の20・31〜37、36〜78番地 106〜107番地 | 横浜市立相武山小学校       | 横浜市立東永谷中学校 |
| 1番地〜4番地の4、4番地の10〜11・15・17・19〜21 4番地の26〜30・33、4番地の36〜5番地の3、5番地の5・7・9 5番地の11・14・16、5番地の18〜14番地、17〜20番地 | 横浜市立相武山小学校       | 横浜市立港南中学校   |
| 4番地の5〜9・12〜14・16・18・22〜25・31〜32・34〜35 5番地の4・6・8・10・12〜13・15・17 15〜16番地、217番地の4〜13 | 横浜市立吉原小学校         | 横浜市立港南中学校   |

## 事業所
2021年（令和3年）現在の経済センサス調査による事業所数と従業員数は以下の通りである。
| 町丁   | 事業所数  | 従業員数 |
| ------ | --------- | -------- |
| 野庭町 | 236事業所 | 2,499人  |

### 事業者数の変遷
経済センサスによる事業所数の推移。
| 年                 | 事業者数 |
| ------------------ | -------- |
| 2016年（平成28年） | 233      |
| 2021年（令和3年）  | 236      |

### 従業員数の変遷
経済センサスによる従業員数の推移。
| 年                 | 従業員数 |
| ------------------ | -------- |
| 2016年（平成28年） | 2,311    |
| 2021年（令和3年）  | 2,499    |

## その他

### 日本郵便
- 郵便番号 : 234-0056[3]（集配局：港南台郵便局[16]）

### 警察
町内の警察の管轄区域は以下の通りである。
| 番・番地等 | 警察署     | 交番・駐在所 |
| ---------- | ---------- | ------------ |
| 全域       | 港南警察署 | 野庭交番     |

## 参考資料
- 『県別マップル 神奈川県広域・詳細道路地図』2006年4刷 昭文社 ISBN 9784398626998
- “横浜市町区域要覧” (PDF).   横浜市市民局 (2016年6月). 2023年6月6日閲覧。 “横浜市町区域要覧”